# Wereldkampioenschap voetbal 1950
Het FIFA wereldkampioenschap voetbal 1950 was de vierde editie van een internationale voetbalwedstrijd tussen de nationale mannenteams van landen die aangesloten zijn bij de FIFA. 
Brazilië was dat jaar gastheer van de eindronde, zoals vier jaar eerder, op 1 juli 1946, besloten tijdens een FIFA-congres in Luxemburg. Aan de voorronden deden 25 landen mee, waaronder zeven debutanten. Turkije, India en Schotland trokken zich terug voor de eindronde. De loting voor het hoofdtoernooi vond plaats op 30 april 1950 in Londen. Het toernooi zelf begon op 24 juni en eindigde op 16 juli.

## Kwalificatie
| FIFA-lid         | Confederatie  | Kwalificatie    | Aantal dln. (inclusief 1950) | Dln. op rij | Eerste dln. | Laatste dln. | Titels (exclusief 1950) | Beste prestatie |
| ---------------- | ------------- | --------------- | ---------------------------- | ----------- | ----------- | ------------ | ----------------------- | --------------- |
| Italië           | Europa        | Titelverdediger | 3e                           | 3           | 1934        | 1938         | 2                       | Kampioen        |
| Brazilië         | CONMEBOL      | Gastland        | 4e                           | 4           | 1930        | 1938         | 0                       | Tweede          |
| Engeland         | Europa        | Winnaar groep 1 | 1e                           | 1           | n.v.t.      | n.v.t.       | n.v.t.                  | n.v.t.          |
| Joegoslavië      | Europa        | Winnaar groep 3 | 2e                           | 1           | 1930        | 1930         | 0                       | Halve finale    |
| Zwitserland      | Europa        | Winnaar groep 4 | 3e                           | 3           | 1934        | 1938         | 0                       | Kwartfinale     |
| Zweden           | Europa        | Winnaar groep 5 | 3e                           | 3           | 1934        | 1938         | 0                       | Vierde plaats   |
| Spanje           | Europa        | Winnaar groep 6 | 2e                           | 1           | 1934        | 1934         | 0                       | Kwartfinale     |
| Bolivia          | CONMEBOL      | Groep 7         | 2e                           | 1           | 1930        | 1930         | 0                       | Groepsfase      |
| Chili            | CONMEBOL      | Groep 7         | 2e                           | 1           | 1930        | 1930         | 0                       | Groepsfase      |
| Uruguay          | CONMEBOL      | Groep 8         | 2e                           | 1           | 1930        | 1930         | 1                       | Kampioen        |
| Paraguay         | CONMEBOL      | Groep 8         | 2e                           | 1           | 1930        | 1930         | 0                       | Groepsfase      |
| Mexico           | Noord-Amerika | Winnaar groep 9 | 2e                           | 1           | 1930        | 1930         | 0                       | Groepsfase      |
| Verenigde Staten | Noord-Amerika | Tweede groep 9  | 3e                           | 1           | 1930        | 1934         | 0                       | Derde           |
| India            | Azië          | Groep 10        | 1e                           | 1           | n.v.t.      | n.v.t.       | n.v.t.                  | n.v.t.          |
| Schotland        | Europa        | Tweede groep 1  | 1e                           | 1           | n.v.t.      | n.v.t.       | n.v.t.                  | n.v.t.          |
| Turkije          | Europa/Azië   | Winnaar groep 2 | 1e                           | 1           | n.v.t.      | n.v.t.       | n.v.t.                  | n.v.t.          |

## Deelnemende landen
India was oorspronkelijk ingedeeld in groep C, maar trok zich terug vanwege financiële redenen. In groep D trokken Turkije en Schotland zich terug vanwege respectievelijk financiële redenen en omdat Schotland alleen wou meedoen als ze groepshoofd werden in de kwalificatiegroep met de andere Britse landen. Schotland werd tweede achter Engeland. De FIFA vroeg Frankrijk en Portugal hun plaats in te nemen, maar dat gebeurde uiteindelijk niet. Het gevolg was dat de groepen behoorlijk ongelijk verdeeld waren.
| Groep A                                 | Groep B                                | Groep C                      | Groep D                                     |
| --------------------------------------- | -------------------------------------- | ---------------------------- | ------------------------------------------- |
| Brazilië Joegoslavië Mexico Zwitserland | Chili Engeland Spanje Verenigde Staten | Italië Paraguay Zweden India | Bolivia Uruguay Turkije Schotland Frankrijk |

## Speelsteden
| Rio de Janeiro                            | São Paulo                                   | Curitiba                                                               | Porto Alegre                              |
| ----------------------------------------- | ------------------------------------------- | ---------------------------------------------------------------------- | ----------------------------------------- |
| Estádio do Maracanã Capaciteit: 80.000    | Estádio do Pacaembu Capaciteit: 70.000      | Estádio Durival de Britto Capaciteit: 10.000                           | Estádio dos Eucaliptos Capaciteit: 20.000 |
|                                           |                                             | · Rio de Janeiro Recife São Paulo Belo Horizonte Curitiba Porto Alegre |                                           |
| Recife                                    | Belo Horizonte                              |                                                                        |                                           |
| Estádio Ilha do Retiro Capaciteit: 10.000 | Estádio Sete de Setembro Capaciteit: 30.000 |                                                                        |                                           |
|                                           |                                             |                                                                        |                                           |

## Scheidsrechters
De volgende officials werden voor de wedstrijden aangewezen. Tussen haakjes staat hoeveel wedstrijden zij mochten fluiten.

## Groepsfase

### Groep A
Het immense Maracanã stadion in Rio de Janeiro was net op tijd min of meer klaar voordat het WK begon. Brazilië begon aan zijn eerste wedstrijd tegen Mexico en boekte een regelmatige 4-0 overwinning. Brazilië
speelde zijn tweede wedstrijd in São Paulo en om de toeschouwers tevreden te houden besloot de bondscoach veel spelers uit São Paulo op te stellen. Een misrekening, want Brazilië speelde gelijk tegen de Zwitsers: 2-2. De beslissende wedstrijd tegen Joegoslavië moest gewonnen worden. Opnieuw in het Maracanã-stadion gebeurde er iets vreemd: de steraanvaller van Joegoslavië Mitić kreeg in de spelerstunnel een stuk beton van het nog steeds niet goed verbouwde stadion op zijn hoofd en moest verzorgd worden. De wedstrijd begon gewoon en Ademir scoorde voor Brazilië na drie minuten. Nadat Mitić het veld weer opkwam, kantelde de wedstrijd, maar Brazilië hield stand. Het werd uiteindelijk 2-0 door een goal van Zizinho en Brazilië haalde de finalepoule. 142.000 toeschouwers waren getuige, op dat moment een record.
| Land        | Wed | Win | Gel | Ver | DV | DT | +/− | Pnt |
| ----------- | --- | --- | --- | --- | -- | -- | --- | --- |
| Brazilië    | 3   | 2   | 1   | 0   | 8  | 2  | +6  | 5   |
| Joegoslavië | 3   | 2   | 0   | 1   | 7  | 3  | +4  | 4   |
| Zwitserland | 3   | 1   | 1   | 1   | 4  | 6  | –2  | 3   |
| Mexico      | 3   | 0   | 0   | 3   | 2  | 10 | –8  | 0   |

|                                               |                                       |                        |        |                                                                                              |
| 24 juni 1950 «onderlinge duels» 15:00 (UTC−3) | Brazilië                              | 4 – 0                  | Mexico | Estádio do Maracanã, Rio de Janeiro Toeschouwers: 82.000 Scheidsrechter: George Reader (ENG) |
| 24 juni 1950 «onderlinge duels» 15:00 (UTC−3) | Ademir 30', 79' Jair 65' Baltazar 71' | verslag (FIFA) verslag |        | Estádio do Maracanã, Rio de Janeiro Toeschouwers: 82.000 Scheidsrechter: George Reader (ENG) |

|                                               |                                      |                        |             |                                                                                                  |
| 25 juni 1950 «onderlinge duels» 18:00 (UTC−3) | Joegoslavië                          | 3 – 0                  | Zwitserland | Estádio Independência, Belo Horizonte Toeschouwers: 7.500 Scheidsrechter: Giovanni Galeati (ITA) |
| 25 juni 1950 «onderlinge duels» 18:00 (UTC−3) | Mitić 59' Tomašević 70' Ognjanov 75' | verslag (FIFA) verslag |             | Estádio Independência, Belo Horizonte Toeschouwers: 7.500 Scheidsrechter: Giovanni Galeati (ITA) |

|                                               |                         |                        |                 |                                                                                           |
| 28 juni 1950 «onderlinge duels» 15:00 (UTC−3) | Brazilië                | 2 – 2                  | Zwitserland     | Estádio do Pacaembu, São Paulo Toeschouwers: 42.000 Scheidsrechter: Ramón Azon Roma (ESP) |
| 28 juni 1950 «onderlinge duels» 15:00 (UTC−3) | Alfredo 3' Baltazar 32' | verslag (FIFA) verslag | 17', 88' Fatton | Estádio do Pacaembu, São Paulo Toeschouwers: 42.000 Scheidsrechter: Ramón Azon Roma (ESP) |

|                                               |                                               |                        |                  |                                                                                                |
| 28 juni 1950 «onderlinge duels» 18:15 (UTC−3) | Joegoslavië                                   | 4 – 1                  | Mexico           | Estádio dos Eucaliptos, Porto Alegre Toeschouwers: 11.000 Scheidsrechter: Reginald Leafe (ENG) |
| 28 juni 1950 «onderlinge duels» 18:15 (UTC−3) | Bobek 19' Ž. Čajkovski 22', 62' Tomašević 81' | verslag (FIFA) verslag | 89' (pen.) Ortiz | Estádio dos Eucaliptos, Porto Alegre Toeschouwers: 11.000 Scheidsrechter: Reginald Leafe (ENG) |

|                                              |                       |                        |             | |
| 1 juli 1950 «onderlinge duels» 15:00 (UTC−3) | Brazilië              | 2 – 0                  | Joegoslavië | Estádio do Maracanã, Rio de Janeiro Toeschouwers: 142.000 Scheidsrechter: Benjamin Griffiths (WAL) |
| 1 juli 1950 «onderlinge duels» 15:00 (UTC−3) | Ademir 4' Zizinho 69' | verslag (FIFA) verslag |             | Estádio do Maracanã, Rio de Janeiro Toeschouwers: 142.000 Scheidsrechter: Benjamin Griffiths (WAL) |

|                                              |                       |                        |             |                                                                                            |
| 2 juli 1950 «onderlinge duels» 15:40 (UTC−3) | Zwitserland           | 2 – 1                  | Mexico      | Estádio dos Eucaliptos, Porto Alegre Toeschouwers: 4.000 Scheidsrechter: Ivan Eklind (SWE) |
| 2 juli 1950 «onderlinge duels» 15:40 (UTC−3) | Bader 10' Antenen 44' | verslag (FIFA) verslag | 89' Casarín | Estádio dos Eucaliptos, Porto Alegre Toeschouwers: 4.000 Scheidsrechter: Ivan Eklind (SWE) |

### Groep B
De Engelsen deden voor de eerste keer mee en werden gezien als de grote favoriet. Na een weinig overtuigende overwinning op Chili (2-0) kreeg Engeland te maken met een zwakke tegenstander: de Verenigde Staten, een verzameling amateurs. Echter, team USA won dankzij een goal van de Haïtiaan Gaetjens. De Engelsen moesten daarna winnen van Spanje in het Maracanã stadion, maar hadden pech dat een geldig doelpunt werd afgekeurd. Toen de Spanjaarden in de tweede helft scoorden was het afgelopen met de Engelsen.
De doelpuntenmaker in de wedstrijd Engeland-Verenigde Staten Joe Gaetjens had niet eens een Amerikaans paspoort, maar mocht meedoen omdat hij goed speelde bij Brookhattan in the American League. Hij speelde alleen voor team USA op het WK in Brazilië en ging later weer terug naar Haïti, waar hij één interland speelde. In 1964 werd hij vermoord door het wrede Papa Doc-regime, zijn lijk is nooit terug gevonden. Desondanks is hij opgenomen in de National Soccer Hall of Fame vanwege deze unieke prestatie.
| Land             | Wed | Win | Gel | Ver | DV | DT | +/− | Pnt |
| ---------------- | --- | --- | --- | --- | -- | -- | --- | --- |
| Spanje           | 3   | 3   | 0   | 0   | 6  | 1  | +5  | 6   |
| Engeland         | 3   | 1   | 0   | 2   | 2  | 2  | 0   | 2   |
| Chili            | 3   | 1   | 0   | 2   | 5  | 6  | –1  | 2   |
| Verenigde Staten | 3   | 1   | 0   | 2   | 4  | 8  | –4  | 2   |

|                                               |                           |                        |       |                                                                                                   |
| 25 juni 1950 «onderlinge duels» 15:00 (UTC−3) | Engeland                  | 2 – 0                  | Chili | Estádio do Maracanã, Rio de Janeiro Toeschouwers: 30.000 Scheidsrechter: Karel van der Meer (NED) |
| 25 juni 1950 «onderlinge duels» 15:00 (UTC−3) | Mortensen 27' Mannion 51' | verslag (FIFA) verslag |       | Estádio do Maracanã, Rio de Janeiro Toeschouwers: 30.000 Scheidsrechter: Karel van der Meer (NED) |

|                                               |                               |                        |                  |                                                                                             |
| 25 juni 1950 «onderlinge duels» 15:00 (UTC−3) | Spanje                        | 3 – 1                  | Verenigde Staten | Estádio Durival de Britto, Curitiba Toeschouwers: 10.000 Scheidsrechter: Mario Vianna (BRA) |
| 25 juni 1950 «onderlinge duels» 15:00 (UTC−3) | Igoa 81' Basora 83' Zarra 89' | verslag (FIFA) verslag | 17' Pariani      | Estádio Durival de Britto, Curitiba Toeschouwers: 10.000 Scheidsrechter: Mario Vianna (BRA) |

|                                               |                      |                        |       |                                                                                                |
| 29 juni 1950 «onderlinge duels» 15:00 (UTC−3) | Spanje               | 2 – 0                  | Chili | Estádio do Maracanã, Rio de Janeiro Toeschouwers: 16.000 Scheidsrechter: Alberto Malcher (BRA) |
| 29 juni 1950 «onderlinge duels» 15:00 (UTC−3) | Basora 17' Zarra 30' | verslag (FIFA) verslag |       | Estádio do Maracanã, Rio de Janeiro Toeschouwers: 16.000 Scheidsrechter: Alberto Malcher (BRA) |

|                                               |                  |                        |          |                                                                                                   |
| 29 juni 1950 «onderlinge duels» 18:00 (UTC−3) | Verenigde Staten | 1 – 0                  | Engeland | Estádio Independência, Belo Horizonte Toeschouwers: 10.000 Scheidsrechter: Generoso Dattilo (ITA) |
| 29 juni 1950 «onderlinge duels» 18:00 (UTC−3) | Gaetjens 38'     | verslag (FIFA) verslag |          | Estádio Independência, Belo Horizonte Toeschouwers: 10.000 Scheidsrechter: Generoso Dattilo (ITA) |

|                                              |           |                        |          |                                                                                                 |
| 2 juli 1950 «onderlinge duels» 15:00 (UTC−3) | Spanje    | 1 – 0                  | Engeland | Estádio do Maracanã, Rio de Janeiro Toeschouwers: 74.000 Scheidsrechter: Giovanni Galeati (ITA) |
| 2 juli 1950 «onderlinge duels» 15:00 (UTC−3) | Zarra 48' | verslag (FIFA) verslag |          | Estádio do Maracanã, Rio de Janeiro Toeschouwers: 74.000 Scheidsrechter: Giovanni Galeati (ITA) |

|                                              |                                                     |                        |                             |                                                                                         |
| 2 juli 1950 «onderlinge duels» 18:00 (UTC−3) | Chili                                               | 5 – 2                  | Verenigde Staten            | Estádio Ilha do Retiro, Recife Toeschouwers: 9.000 Scheidsrechter: Mario Gardelli (BRA) |
| 2 juli 1950 «onderlinge duels» 18:00 (UTC−3) | Robledo 16' Riera 32' Cremaschi 54', 82' Prieto 60' | verslag (FIFA) verslag | 47' Wallace 48' (pen.) Maca | Estádio Ilha do Retiro, Recife Toeschouwers: 9.000 Scheidsrechter: Mario Gardelli (BRA) |

### Groep C
Ook de titelverdediger haalde de finale-poule niet. Italië had ernstig te lijden vanwege de vliegtuigramp van Torino waarbij de vrijwel volledige selectie van il grande Torino verongelukte. De Italiaans selectie ging dan ook met de boot naar Brazilië. Ze verloren meteen de cruciale wedstrijd van olympisch kampioen Zweden: 3-2 en waren in feite na één wedstrijd al uitgeschakeld.
| Land     | Wed            | Win            | Gel            | Ver            | DV             | DT             | +/−            | Pnt            |
| -------- | -------------- | -------------- | -------------- | -------------- | -------------- | -------------- | -------------- | -------------- |
| Zweden   | 2              | 1              | 1              | 0              | 5              | 4              | +1             | 3              |
| Italië   | 2              | 1              | 0              | 1              | 4              | 3              | +1             | 2              |
| Paraguay | 2              | 0              | 1              | 1              | 2              | 4              | –2             | 1              |
| India    | teruggetrokken | teruggetrokken | teruggetrokken | teruggetrokken | teruggetrokken | teruggetrokken | teruggetrokken | teruggetrokken |

|                                               |                                |                        |                               |                                                                                     |
| 25 juni 1950 «onderlinge duels» 15:00 (UTC−3) | Zweden                         | 3 – 2                  | Italië                        | Estádio do Pacaembu, São Paulo Toeschouwers: 36.000 Scheidsrechter: Jean Lutz (SUI) |
| 25 juni 1950 «onderlinge duels» 15:00 (UTC−3) | Jeppson 25', 68' Andersson 33' | verslag (FIFA) verslag | 7' Carapellese 75' Muccinelli | Estádio do Pacaembu, São Paulo Toeschouwers: 36.000 Scheidsrechter: Jean Lutz (SUI) |

|                                               |                          |                        |                            |                                                                                            |
| 29 juni 1950 «onderlinge duels» 15:30 (UTC−3) | Zweden                   | 2 – 2                  | Paraguay                   | Estádio Durival Britto, Curitiba Toeschouwers: 8.000 Scheidsrechter: Robert Mitchell (SCO) |
| 29 juni 1950 «onderlinge duels» 15:30 (UTC−3) | Sundqvist 17' Palmér 26' | verslag (FIFA) verslag | 35' López 74' López Fretes | Estádio Durival Britto, Curitiba Toeschouwers: 8.000 Scheidsrechter: Robert Mitchell (SCO) |

|                                              |                                |                        |          |                                                                                        |
| 2 juli 1950 «onderlinge duels» 15:00 (UTC−3) | Italië                         | 2 – 0                  | Paraguay | Estádio do Pacaembu, São Paulo Toeschouwers: 26.000 Scheidsrechter: Arthur Ellis (ENG) |
| 2 juli 1950 «onderlinge duels» 15:00 (UTC−3) | Carapellese 12' Pandolfini 62' | verslag (FIFA) verslag |          | Estádio do Pacaembu, São Paulo Toeschouwers: 26.000 Scheidsrechter: Arthur Ellis (ENG) |

### Groep D
Door alle afzeggingen had Uruguay alleen met het zwakke Bolivia te maken en die werd dan ook simpel verslagen: 8-0.
| Land      | Wed            | Win            | Gel            | Ver            | DV             | DT             | +/−            | Pnt            |
| --------- | -------------- | -------------- | -------------- | -------------- | -------------- | -------------- | -------------- | -------------- |
| Uruguay   | 1              | 1              | 0              | 0              | 8              | 0              | +8             | 2              |
| Bolivia   | 1              | 0              | 0              | 1              | 0              | 8              | –8             | 0              |
| Frankrijk | teruggetrokken | teruggetrokken | teruggetrokken | teruggetrokken | teruggetrokken | teruggetrokken | teruggetrokken | teruggetrokken |
| Schotland | teruggetrokken | teruggetrokken | teruggetrokken | teruggetrokken | teruggetrokken | teruggetrokken | teruggetrokken | teruggetrokken |
| Turkije   | teruggetrokken | teruggetrokken | teruggetrokken | teruggetrokken | teruggetrokken | teruggetrokken | teruggetrokken | teruggetrokken |

|                                              |                                                                          |                        |         |                                                                                               |
| 2 juli 1950 «onderlinge duels» 18:00 (UTC−3) | Uruguay                                                                  | 8 – 0                  | Bolivia | Estádio Independência, Belo Horizonte Toeschouwers: 6.000 Scheidsrechter: George Reader (ENG) |
| 2 juli 1950 «onderlinge duels» 18:00 (UTC−3) | Míguez 14', 40', 51' Vidal 18' Schiaffino 23', 54' Pérez 83' Ghiggia 87' | verslag (FIFA) verslag |         | Estádio Independência, Belo Horizonte Toeschouwers: 6.000 Scheidsrechter: George Reader (ENG) |

## Finalegroep
Voor opnieuw immense toeschouwersaantallen ging Brazilië de finalepoule voortvarend van start: 7-1 tegen Zweden en 6-1 tegen Spanje. Het Maracanã ontplofte en volgens vooraanstaande journalisten was het niveau van zo'n hoog gehalte dat het eigenlijk niet eerlijk was, want dit niveau zou nooit meer te overtreffen zijn. Uruguay had aanzienlijk meer moeite met dezelfde tegenstanders: 2-2 tegen Spanje, 3-2 tegen Zweden. De laatste poulewedstrijd werd daardoor een finale waarbij Brazilië genoeg had aan een punt. Zweden werd derde na een zege op Spanje: 3-1.
| Land     | Wed | Win | Gel | Ver | DV | DT | +/− | Pnt |
| -------- | --- | --- | --- | --- | -- | -- | --- | --- |
| Uruguay  | 3   | 2   | 1   | 0   | 7  | 5  | +2  | 5   |
| Brazilië | 3   | 2   | 0   | 1   | 14 | 4  | +10 | 4   |
| Zweden   | 3   | 1   | 0   | 2   | 6  | 11 | –5  | 2   |
| Spanje   | 3   | 0   | 1   | 2   | 4  | 11 | –7  | 1   |

|                                              |                        |                        |                 |                                                                                              |
| 9 juli 1950 «onderlinge duels» 15:00 (UTC−3) | Uruguay                | 2 – 2                  | Spanje          | Estádio do Pacaembu, São Paulo Toeschouwers: 45.000 Scheidsrechter: Benjamin Griffiths (WAL) |
| 9 juli 1950 «onderlinge duels» 15:00 (UTC−3) | Ghiggia 29' Varela 73' | verslag (FIFA) verslag | 37', 39' Basora | Estádio do Pacaembu, São Paulo Toeschouwers: 45.000 Scheidsrechter: Benjamin Griffiths (WAL) |

|                                              |                                                     |                        |                      |                                                                                              |
| 9 juli 1950 «onderlinge duels» 15:00 (UTC−3) | Brazilië                                            | 7 – 1                  | Zweden               | Estádio do Maracanã, Rio de Janeiro Toeschouwers: 139.000 Scheidsrechter: Arthur Ellis (ENG) |
| 9 juli 1950 «onderlinge duels» 15:00 (UTC−3) | Ademir 17', 36', 52', 58' Chico 39', 88' Maneca 85' | verslag (FIFA) verslag | 67' (pen.) Andersson | Estádio do Maracanã, Rio de Janeiro Toeschouwers: 139.000 Scheidsrechter: Arthur Ellis (ENG) |

|                                               |                                                    |                        |          |                                                                                                |
| 13 juli 1950 «onderlinge duels» 15:00 (UTC−3) | Brazilië                                           | 6 – 1                  | Spanje   | Estádio do Maracanã, Rio de Janeiro Toeschouwers: 153.000 Scheidsrechter: Reginald Leafe (ENG) |
| 13 juli 1950 «onderlinge duels» 15:00 (UTC−3) | Ademir 15' 57' Jair 21' Chico 31', 55' Zizinho 67' | verslag (FIFA) verslag | 71' Igoa | Estádio do Maracanã, Rio de Janeiro Toeschouwers: 153.000 Scheidsrechter: Reginald Leafe (ENG) |

|                                               |                             |                        |                         |                                                                                           |
| 13 juli 1950 «onderlinge duels» 15:00 (UTC−3) | Uruguay                     | 3 – 2                  | Zweden                  | Estádio do Pacaembu, São Paulo Toeschouwers: 8.000 Scheidsrechter: Giovanni Galeati (ITA) |
| 13 juli 1950 «onderlinge duels» 15:00 (UTC−3) | Ghiggia 39' Míguez 77', 85' | verslag (FIFA) verslag | 5' Palmér 40' Sundqvist | Estádio do Pacaembu, São Paulo Toeschouwers: 8.000 Scheidsrechter: Giovanni Galeati (ITA) |

|                                               |                                       |                        |           |                                                                                              |
| 16 juli 1950 «onderlinge duels» 15:00 (UTC−3) | Zweden                                | 3 – 1                  | Spanje    | Estádio do Pacaembu, São Paulo Toeschouwers: 11.000 Scheidsrechter: Karel van der Meer (NED) |
| 16 juli 1950 «onderlinge duels» 15:00 (UTC−3) | Sundqvist 15' Mellberg 33' Palmér 80' | verslag (FIFA) verslag | 82' Zarra | Estádio do Pacaembu, São Paulo Toeschouwers: 11.000 Scheidsrechter: Karel van der Meer (NED) |

|                                               |                            |                        |            |                                                                                               |
| 16 juli 1950 «onderlinge duels» 15:00 (UTC−3) | Uruguay                    | 2 – 1                  | Brazilië   | Estádio do Maracanã, Rio de Janeiro Toeschouwers: 173.850 Scheidsrechter: George Reader (ENG) |
| 16 juli 1950 «onderlinge duels» 15:00 (UTC−3) | Schiaffino 66' Ghiggia 79' | verslag (FIFA) verslag | 47' Friaça | Estádio do Maracanã, Rio de Janeiro Toeschouwers: 173.850 Scheidsrechter: George Reader (ENG) |

| 1950 Wereldkampioen  |
| -------------------- |
|                      |
| URUGUAY Tweede titel |

## Toernooiranglijst
| Plaats                         | Land             | Groep | GW | Win | Gel | Ver | DV | DT | +/− | Pnt |
| ------------------------------ | ---------------- | ----- | -- | --- | --- | --- | -- | -- | --- | --- |
| 1                              | Uruguay          | D     | 4  | 3   | 1   | 0   | 15 | 5  | +10 | 7   |
| 2                              | Brazilië         | A     | 6  | 4   | 1   | 1   | 22 | 6  | +16 | 9   |
| 3                              | Zweden           | C     | 5  | 2   | 1   | 2   | 11 | 15 | −4  | 5   |
| 4                              | Spanje           | B     | 6  | 3   | 1   | 2   | 10 | 12 | −2  | 7   |
| Uitgeschakeld in de groepsfase |                  |       |    |     |     |     |    |    |     |     |
| 5                              | Joegoslavië      | A     | 3  | 2   | 0   | 1   | 7  | 3  | +4  | 4   |
| 6                              | Zwitserland      | A     | 3  | 1   | 1   | 1   | 4  | 6  | −2  | 3   |
| 7                              | Italië           | C     | 2  | 1   | 0   | 1   | 4  | 3  | +1  | 2   |
| 8                              | Engeland         | B     | 3  | 1   | 0   | 2   | 2  | 2  | 0   | 2   |
| 9                              | Chili            | B     | 3  | 1   | 0   | 2   | 5  | 6  | −1  | 2   |
| 10                             | Verenigde Staten | B     | 3  | 1   | 0   | 2   | 4  | 8  | −4  | 2   |
| 11                             | Paraguay         | C     | 2  | 0   | 1   | 1   | 2  | 4  | −2  | 1   |
| 12                             | Mexico           | A     | 3  | 0   | 0   | 3   | 2  | 10 | −8  | 0   |
| 13                             | Bolivia          | D     | 1  | 0   | 0   | 1   | 0  | 8  | −8  | 0   |

## Statistieken

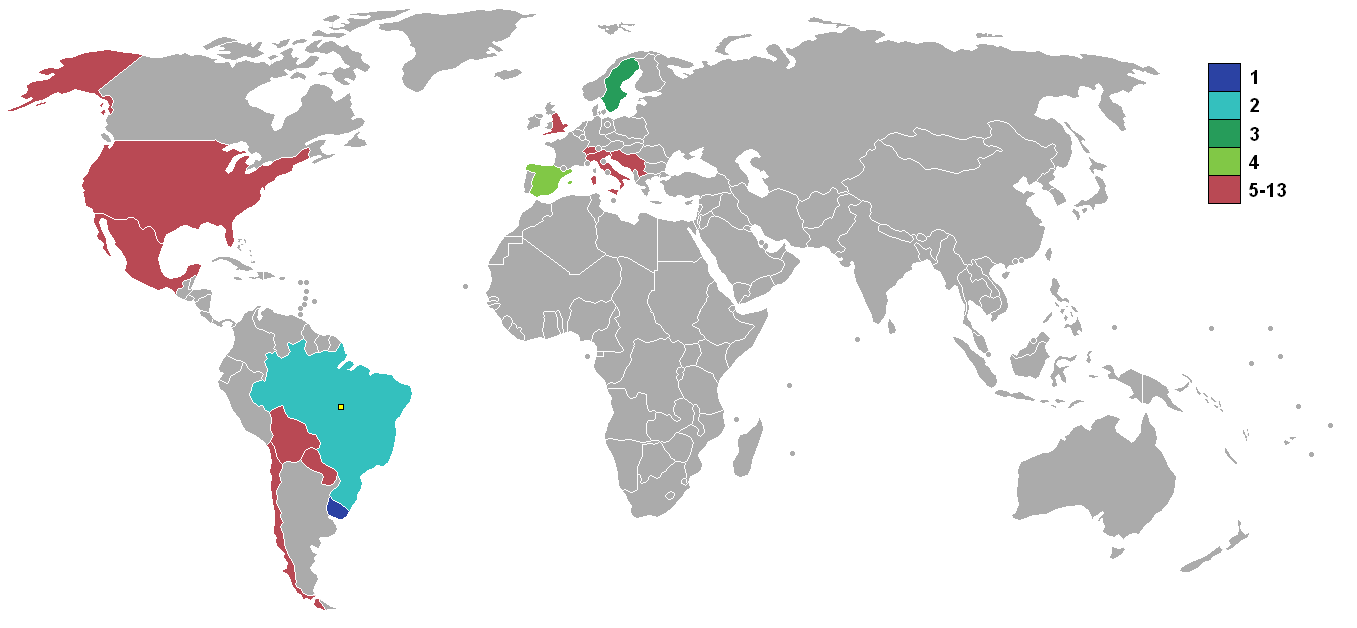
Deelnemende landen

| Aantal wedstrijden               | 22        |
| Totaal aantal doelpunten         | 88        |
| Eigen doelpunten                 | 0         |
| Aantal uitsluitingen (rood)      | 0         |
| Doelpuntgemiddelde per wedstrijd | 4         |
| Toeschouwerstotaal               | 1.337.000 |
| Toeschouwersgemiddelde           | 60.773    |

## Doelpuntenmakers
9 doelpunten
- Ademir

5 doelpunten
- Óscar Míguez

4 doelpunten
- Chico
- Estanislau Basora
- Telmo Zarra
- Alcides Ghiggia

3 doelpunten
- Karl-Erik Palmér
- Stig Sundqvist
- Juan Alberto Schiaffino

2 doelpunten
- Baltazar
- Jair
- Zizinho
- Atilio Cremaschi
- Riccardo Carapellese
- Silvestre Igoa
- Sune Andersson
- Hasse Jeppson
- Jacques Fatton
- Željko Čajkovski
- Kosta Tomašević

1 doelpunt
- Alfredo
- Friaça
- Maneca
- Andrés Prieto
- George Robledo
- Fernando Riera
- Wilf Mannion
- Stan Mortensen
- Ermes Muccinelli
- Egisto Pandolfini
- Horacio Casarín
- Héctor Ortiz
- Atilio López
- César López Fretes
- Bror Mellberg
- Charles Antenen
- René Bader
- Joe Gaetjens
- Joe Maca
- Gino Pariani
- Frank Wallace
- Julio Pérez
- Obdulio Varela
- Ernesto Vidal
- Rajko Mitić
- Stjepan Bobek
- Tihomir Ognjanov

Eigen doelpunt
- José Parra (Tegen Brazilië)

## WK 1950 in beeld

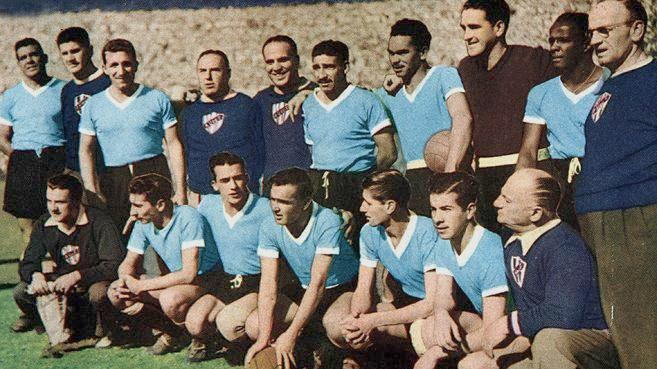
Uruguay
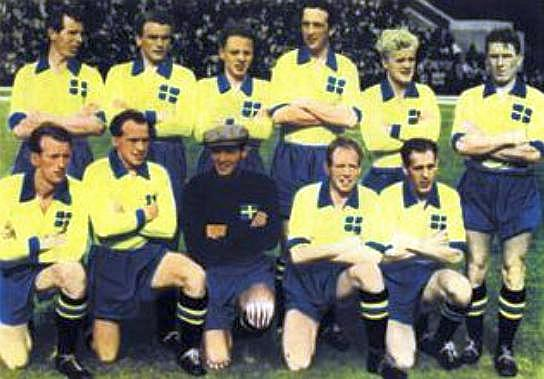
Zweden
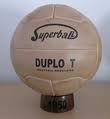
De bal
Openingswedstrijd van het Maracanã Stadion, vóór het WK van 1950.

Estádio do Maracanã (Rio de Janeiro) · Estádio do Pacaembu (São Paulo) · Estádio Sete de Setembro (Belo Horizonte) · Estádio Durival de Britto (Curitiba) · Estádio dos Eucaliptos (Porto Alegre) · Estádio Ilha do Retiro (Recife)